# Трієї
Трієї (італ. Triei, сард. Triè) — муніципалітет в Італії, у регіоні Сардинія,  провінція Ольястра.
Трієї розташоване на відстані близько 320 км на південний захід від Рима, 105 км на північний схід від Кальярі, 12 км на північ від Тортолі, 19 км на північний схід від Ланузеі.
Населення — 1121 особа (2014).
Щорічний фестиваль відбувається 26 вересня, 12 листопада. Покровитель — Santi Cosma e Damiano. Перша згадка про місто датується 1316 роком.

## Демографія
Населення за роками:

Станом на 1 січня 2023 року в муніципалітеті офіційно проживало 8 іноземців з 6 країн, серед них 6 громадян країн Євросоюзу.

## Сусідні муніципалітети
- Баунеї
- Лотцораї
- Талана
- Урцулеї